# 범죄피해자보상제도
범죄피해자보상제도는 타인의 범죄행위로 인하여 생명․신체에 대한 피해를 받은 국민이 국가로부터 구조를 받을 수 있는 청구권적 기본권의 일종이다 범죄피해자구조법(법률 제3969호)에 명문화되어 있다.

## 판례
- [2]